# Михаил Маслов
Михаил Николаевич Маслов (на руски: Михаил Николаевич Маслов) е руски офицер, генерал-лейтенант. Участник в Руско-турската война (1877 – 1878).

## Биография
Михаил Маслов е роден на 6 ноември 1850 г. в семейството на потомствен дворянин. Ориентира се към военното поприще. Завършва 1-во Павловско военно училище с производство в първо офицерско звание подпоручик с назначение в 44-ти Камчатски пехотен полк (1869).
Служи като офицер в 1-ви Туркестански стрелкови батальон и взема участие във войната за покоряването на Средна Азия.
Участва в Руско-турската война (1877 – 1878). Служи в Гражданската канцелария на княз Владимир Черкаски. След освобождението на Габрово през лятото на 1877 г. от отряда на генерал-майор Валериан Дерожински е назначен за окръжен войнски началник. Повишен е във военно звание майор (1877).
Със заповед № 4 от 12 юли 1878 г. на руския императорски комисар княз Александър Дондуков-Корсаков е назначен за командир на Втора пехотна кюстендилска дружина на Българската земска войска. На 30 август 1882 г. предсрочно е повишен във военно звание подполковник с назначение за командир на Двадесет и четвърта силистренска пеша дружина.
С указ № 41 от 10 октомври 1884 г. на княз Александър Батенберг се преминава към полкова организация на Българската армия. Със същия указ е назначен за командир на Трети пехотен бдински полк.
Във връзка с обтягането на българо-руските отношения след Съединението на Княжество България и Източна Румелия през 1885 г. Русия изтегля своите офицери на българска служба. На 13 септември подполковник Михаил Маслов предава командването на полка на капитан Александър Фудулаки и се завръща в Русия.
Служи като командир 3-ти Туркестански линеен батальон (1899), 184-ти Варшавски резервен полк (1899-1903) и 1-ви Екатеринославски гренадирски полка (1903-1904).
Участва в Руско-японска война от 1904-1905 г. като командир на 1-ва бригада на 1-ва Сибирска пехотна дивизия (1904-1905). Награден е със златно оръжие „За храброст“ (1904).
Командир на Сибирската отделна пехотна бригада (1905-1906) и 3-та Туркестанска стрелкова бригада (1906). Последователно е повишен е във военно звание полковник от 1893 г., генерал-майор от 1904 г. и генерал-лейтенант от 1911 г.
Участва в Първата световна война. Командир на 3-та Туркестанска стрелкова бригада (1914-1915) и 111-а пехотна дивизии (1915-1917).